# Gustaf Erik Pasch
Pour les articles homonymes, voir Pasch.
Gustaf Erik Pasch (3 septembre 1788 à Norrköping, Suède - 6 septembre 1862) est un professeur suédois de chimie à l'Institut Karolinska de Stockholm, et inventeur de l'allumette de sûreté. Pasch a aussi travaillé sur l'étanchéité du béton du Canal Göta, l'impression des billets de banque et la sériciculture. 

## Biographie
Fils de charpentier, il intègre l'université d'Uppsala en 1806 et est diplômé en 1821. 
Il épouse Augusta Fredrika Vilhelmina Berg en 1827. La même année, il devient membre de l'Académie royale des sciences de Suède.

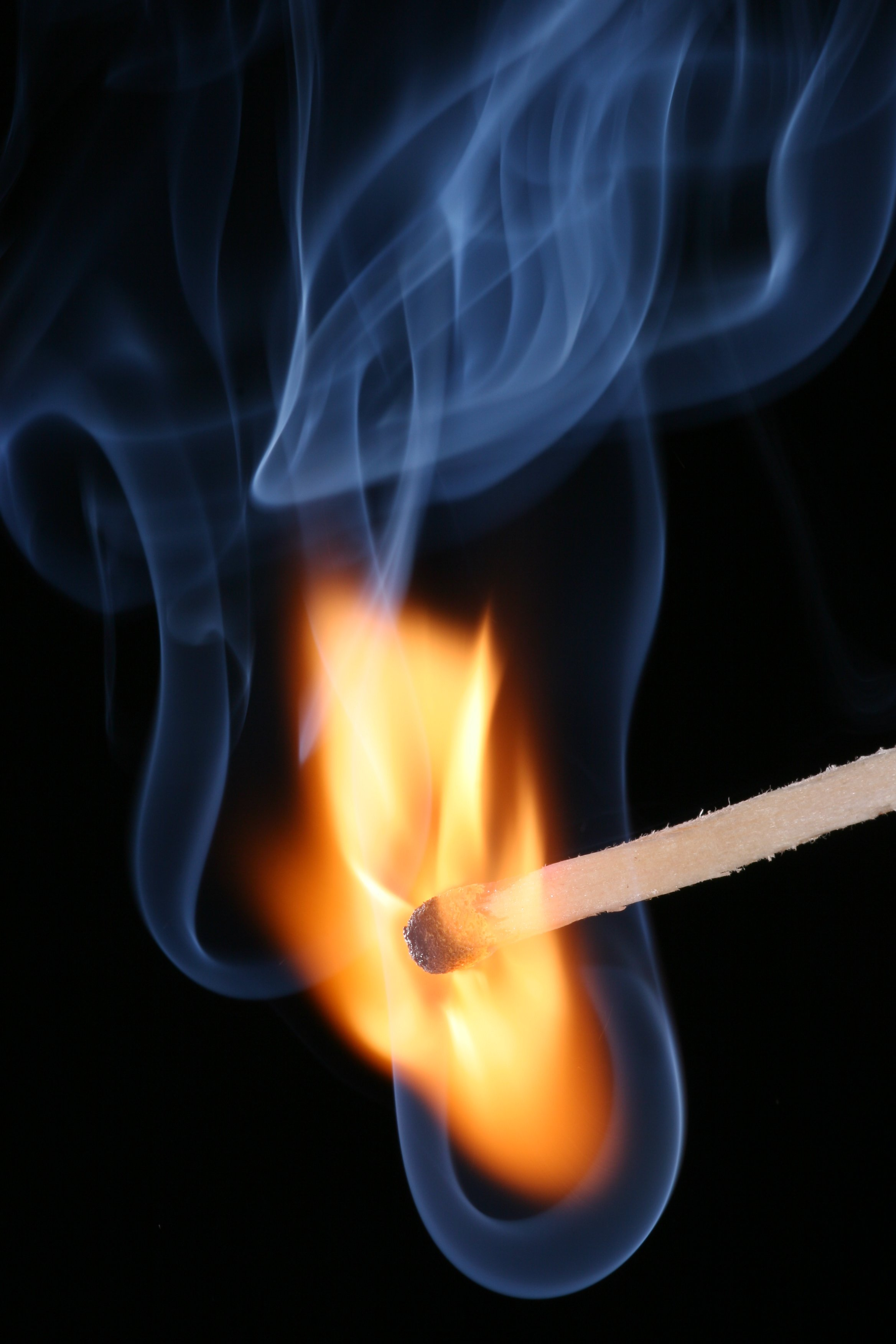
Une allumette de sûreté.

Les allumettes de sûreté sont essentiellement le fruit du travail de deux chimistes suédois ; Jöns Jacob Berzelius, qui trouve la formule chimique moderne, découvre que le dangereux phosphore blanc des allumettes peut être remplacé par du phosphore rouge beaucoup moins nocif, mais n'est pas capable de concevoir une allumette pour la vie de tous les jours. En 1844, Gustaf Erik Pasch, un étudiant de Berzelius, réussit à créer cette allumette en remplaçant le phosphore blanc par du phosphore rouge mais aussi en plaçant le phosphore non plus sur la tête de l'allumette mais sur un grattoir spécial. La fabrication débute au « J.S. Bagge & co:s Kemiska fabrik » de Stockholm, mais connaît des difficultés au niveau de la qualité du grattoir, ainsi qu'au prix élevé du phosphore rouge.
Pasch ne réussit donc pas à commercialiser sa nouvelle invention, la production cessant rapidement. Il faudra attendre John Edvard Lundström et son jeune frère Carl Frans, qui reprennent l'idée de Pasch en l'améliorant pour que l'allumette de sûreté devienne commercialisable une décennie plus tard, entre 1855 et 1860. Lundströms recevra un prix à l'Exposition universelle de 1855 à Paris.
Pasch meurt sans avoir profité financièrement de son invention qui sera le moteur de l'empire Kreuger. Il brille néanmoins dans sa carrière de professeur et est un membre de quelques importantes sociétés. De 1846 à 1861, Pasch publie les annuaires de la société suédoise de sériciculture. De 1827 à sa mort, il est secrétaire de la Kungliga Patriotiska sällskapet (Société royale patriote).